# Хурсинов, Артур Валерьевич
Артур Валерьевич Хурсинов (род. 29 июля 1986) — российский дзюдоист, призёр чемпионатов России. Выступал в полутяжёлой весовой категории (до 100 кг). В 2006 году стал бронзовым призёром первенства страны среди молодёжи. На следующий год он повторил свой успех, а также стал третьим на мемориале Владимира Гулидова и серебряным призёром чемпионата страны в абсолютной весовой категории. В 2008 году стал победителем первенства страны среди молодёжи. В 2008-2010 годах становился бронзовым призёром чемпионатов страны.

## Спортивные результаты
- Первенство России по дзюдо среди молодёжи 2006 года — ;
- Мемориал Владимира Гулидова 2007 года — ;
- Первенство России по дзюдо среди молодёжи 2007 года — ;
- Чемпионат России по дзюдо 2007 года, абсолютная категория — ;
- Первенство России по дзюдо среди молодёжи 2008 года — ;
- Чемпионат России по дзюдо 2008 года — ;
- Чемпионат России по дзюдо 2009 года, абсолютная категория — ;
- Чемпионат России по дзюдо 2010 года — .